# NGC 1972
NGC 1972 ist die Bezeichnung eines offenen Sternhaufens im Sternbild Dorado. Das Objekt wurde am 24. September 1826 von James Dunlop entdeckt.